# Ernst Bail

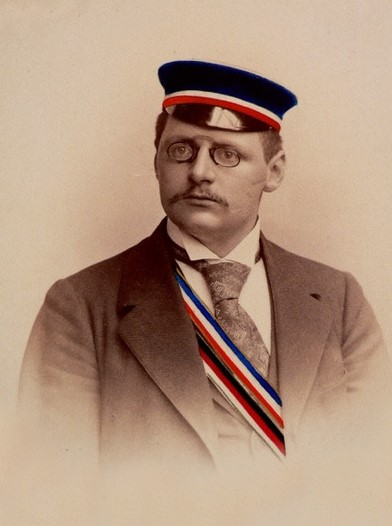
Ernst Bail

Ernst Alexander Bail (* 15. Juli 1871 in Erfurt; † 5. Februar 1951 in den Ötztaler Alpen) war ein deutscher Verwaltungsjurist und Mitglied im Reichsrat.

## Leben
Bails jüdische Mutter war eine geborene Benary, in deren Familie Ernst Benary als Blumen und Pflanzenzüchter weltbekannt geworden war. Nach dem Abitur in Berlin begann Bail an der Ruprecht-Karls-Universität Heidelberg Rechtswissenschaft und Volkswirtschaftslehre zu studieren. Mit Julius Raecke wurde er 1891 im Corps Rhenania Heidelberg recipiert. 1892 wechselte er an die Schlesische Friedrich-Wilhelms-Universität, wo er sich am 28. Oktober 1892 auch dem Corps Borussia Breslau anschloss. Nach zwei Semestern als Senior wechselte er als Inaktiver an die Friedrich-Wilhelms-Universität zu Berlin. Er bestand 1895 in Berlin das Referendarexamen und wurde 1900 zum Regierungsassessor ernannt. 1914 wurde er Geheimer Regierungsrat und Vortragender Rat im Preußischen Handelsministerium. Als Staatskommissar für die Börse Berlin, als Ministerialdirektor der Handelsabteilung und im Reichsrat hat er bis 1929 die preußische und deutsche Handelspolitik maßgeblich mitbestimmt. Ernst Bail gehörte zu den neun Mitgliedern der Borussia Breslau, die nach Nazi-Jargon „Judenstämmlinge“ waren und deshalb zur Umsetzung des nationalsozialistischen Arierparagraphen ihre Borussia Breslau verließen, in Abstimmung, um den Weiterbestand der Borussia Breslau zu sichern, 1935–1945.
Bail liebte das Riesengebirge, das er als einer der ersten auf Ski erschloss. In Schreiberhau hatte er ein Haus. Aus der Ehe mit seiner Frau Mina geb. Goerlach gingen drei Töchter und ein Sohn hervor. Eine Tochter und der Sohn starben vor dem Vater. Seine Tochter Luise-Charlotte („Liselott“) war Sportpädagogin seit 1930 mit dem Sportfunktionär Carl Diem verheiratet.
Auf einem vereisten Bergpfad beim Niedertalbach in Südtirol verunglückte Bail mit 79 Jahren tödlich.

## Ehrenämter
- Aufsichtsratsvorsitzender der Schichau-Werft in Elbing
- Aufsichtsratsvorsitzender der Berliner Feuer-Versicherungs AG
- Vizepräsident des Rotary-Clubs Berlin